# 阿蘇定期観光バス
阿蘇定期観光バス（あそていきかんこう ‐ ）とは、かつて産交バス（阿蘇）が運行していた定期観光バスである。

## 概要
- 阿蘇の三大観光地中心に案内する。阿蘇の目玉とも言える阿蘇山をメインに、それを取り巻く雄大な阿蘇の大自然、絵画のように四季折々と表情を変える美しい風景を満喫できる魅力満載の阿蘇路を巡るバスであることをモットーとしている。

## 沿革
- 2009年9月19日　運行開始。愛称は『ASOギャラリーバス』。
  - 車両は25人乗り小型マイクロバスを使用し、車体には活火山である阿蘇山をイメージし、マグマの色であるオレンジ色～赤色を基調とした上で阿蘇山の雄大さを強調するかの如く筆書きしたデザインが採用されていた。
  - 愛称に関しては、『大自然のギャラリーを車窓から』をコンセプトに、バス車体を美術館に見立て、乗降口を美術館の出入口とし、座席はロビーや美術品が並ぶフロアーであり、窓枠は絵画などの大きな額縁であり車窓からの眺めは絵画や彫刻などの作品を鑑賞するかようなイメージとした上で、まさに走る大自然の美術館というテーマでこれがそのまま『ASOギャラリーバス』の愛称が決定した。
  - 運行ルートは、阿蘇市内の観光スポットを3時間かけて巡回する『阿蘇谷ルート』（午前運行）と、黒川温泉ならびに小国郷まで足を伸ばしての観光が楽しめる『黒川・小国ルート』（午後運行）の2ルート。
- 2011年4月29日　ダイヤ改正により『黒川・小国ルート』の運行を廃止し、『阿蘇谷ルート』を午前・午後の1日2便運行に変更[1]。
- 2013年9月30日　阿蘇定期観光バス休止。代わって、同年10月5日からはJR九州が運行している観光列車「あそぼーい!」運行日に限り阿蘇駅 - 黒川温泉間の予約制周遊バス「だいかんぼーい!」が運行されたが、2014年3月31日をもって終了。
- 2014年11月1日　阿蘇定期観光バス、コースをリニューアルした上で運行再開。今回より愛称は特に付けられていない。
- 2016年4月に発生した熊本地震ならびに2020年に入り新型コロナウイルスの世界的感染拡大影響により2020年9月末日まで運休。
- 2020年9月30日 - この日を以って阿蘇定期観光バスを廃止。

## 所要時間・運行会社
- 所要時間：約6時間
- 運行会社 : 産交バス阿蘇営業所
  - 予約制で定員は25名。産交バス阿蘇営業所にて予約を受け付けていた。
  - SUNQパス（北部九州版・全九州版とも）やくまモンのIC Cardなどの割引乗車券は使用できなかった。

## 運行経路

### リニューアル後（2014年11月1日～）
1日1便運行
- 阿蘇駅 - 阿蘇山西駅（火口・スーパーリング見学）《75分》 - 阿蘇神社・水基巡り散策《90分》 - 大観峰《45分》 - 阿蘇駅

### 過去（2011年4月29日～2013年9月30日）
1日2便（午前・午後の各1便）運行
- 阿蘇駅 - 内牧（阿蘇温泉入口・阿蘇総合センター・阿蘇ホテル前） - 大観峰 - 手野の名水 - 国造神社 - 中通古墳群 - 阿蘇神社・水基巡り散策 - 阿蘇駅 - 内牧（阿蘇温泉入口・阿蘇総合センター・阿蘇ホテル前）

### 過去（2009年9月19日～2011年4月28日）
両ルート共に1日1便運行
- 阿蘇谷ルート（午前）
  - 阿蘇駅 - 内牧 - 大観峰 - 手野の名水 - 国造神社 - 中通古墳群 - 阿蘇神社・水基巡り散策 - 阿蘇駅 - 内牧
- 黒川・小国ルート（午後）
  - 阿蘇駅 - 内牧 - 大観峰 - 黒川温泉 - 小国両神社 - ゆうステーション - 坂本善三美術館（水曜日のみ） - 下城の大イチョウと滝 - 幸野川橋梁 - 北里柴三郎記念館（水曜日以外） - 黒川温泉 - 瀬の本高原 - 阿蘇駅 - 内牧

黒川・小国ルートにおいては、小国郷を巡る『小国観光コース』と、黒川温泉を日帰りにて入浴ならびに周辺散策を堪能できる『黒川散策コース』、黒川温泉に宿泊し2日間かけて同ルートを巡る事が出来る『温泉宿泊コース』のいずれかが選択可能だった。

## 使用車両ならびに案内
- 使用車両は三菱ふそう・エアロミディMJ（定員25人乗り）。九州産交バス貸切専用色。
- バスガイドは添乗していないが、車内では観光地にまつわるさまざまな情報などを織り交ぜた映像付き音声ガイドにて対応。音声は4ヶ国語（日本語・英語・中国語・韓国語）に対応した専用レシーバーにて聞くことが出来た。